# Гогенберг, София фон
София фон Гогенберг (София Мария Франциска Антония Игнатия Альберта; 24 июля 1901, Конопиште — 27 октября 1990, Таннхаузен) — единственная дочь эрцгерцога Франца Фердинанда и Софии Хотек, которые были убиты в Сараево 28 июня 1914 года. Их убийство дало формальный повод началу Первой мировой войны, поэтому Софию и двух её братьев иногда называют первыми сиротами Первой мировой войны.

## Биография

### Детство
Принцесса София родилась 24 июля 1901 года в замке Конопиште в Австро-Венгрии (ныне Чешская Республика), в пятидесяти километрах к юго-востоку от Праги. Этот замок был любимым домом эрцгерцога и его жены. 29 сентября 1902 года у них родился первый сын Максимилиан, а 17 мая 1904 года родился второй сын, Эрнст. В 1908 году жена эрцгерцога снова забеременела, и четвёртый ребёнок, мальчик, родился мёртвым 7 ноября 1908 года.
Поскольку эрцгерцог поклялся, что дети от его морганатического брака никогда не смогут занять престол, он предполагал, что их будущее будет нормальным и спокойным. Он хотел, чтобы его сыновья вели простую жизнь деревенских сквайров, а дочь, София, была бы счастлива рядом с социально-подходящим партнёром, которого она бы любила. Он надеялся, что его дети смогут наслаждаться жизнью без материальных забот и вести обычную жизнь. Позже София сказала, что она и её братья были воспитаны, так, что они никогда не считали себя особенными. Она заявила, что её отец был твёрд с детьми, но никогда не был резким или несправедливым.
Во время суда над мужчинами, обвиняемыми в убийстве эрцгерцога Франца Фердинанда и его жены, единственным подсудимым, который выразил раскаяние, был Неделько Чабринович, принесший извинения детям жертв. Принцессе Софии и её братьям рассказали об извинениях Чабриновича, и они написали ему письмо. Они сообщили ему, что слышали о его извинениях и заявили, что его совесть может быть спокойна, поскольку они простили его за участие в убийстве их родителей. София и Максимилиан подписали письмо, однако Эрнст отказался. Письмо было доставлено лично Чабриновичу в его камеру в Терезиенштадте отцом-иезуитом Антоном Пунтигамом. 23 января 1916 года принцессе Софии и её братьям сообщили, что Чабринович умер.
После убийства родителей Софию и двух её младших братьев, Максимилиана и Эрнста, взяли к себе брат их матери и близкий друг их отца и партнёр по стрельбе, принц Ярослав фон Тун и Гогенштейн.
В конце 1918 года их имущество в Чехословакии, включая Конопиште и Хлумец-над-Цидлиноу, было конфисковано чехословацким правительством. Дети переехали в Вену и замок Артштеттен.

### Брак и дети
8 сентября 1920 года София вышла замуж за графа Фридриха фон Ностиц-Ринекка (1891—1973). У них было четверо детей: 
- Эрвин Максимилиан Франц фон Ностиц-Ринекк (29 июня 1921 — 11 сентября 1949), умер в советском лагере для военнопленных.
- Франц Фридрих Эрнст Леопольд фон Ностиц-Ринекк (2 февраля 1923 — 23 февраля 1945), погиб на Восточном фронте.
- Алоис Карл Йозеф фон Ностиц-Ринекк (12 августа 1925 — 22 апреля 2003), в 1962 году женился на графине Терезии фон Вальдбург-Цайль. Имел четверо детей, тринадцать внуков и пять правнуков.
- София Амалия Терезия фон Ностиц-Ринекк (4 июня 1929 — 19 апреля 2024)[9], с 1953 года замужем за бароном Эрнстом Гуденусом. Имела четверо детей, десять внуков.

### Поздняя жизнь
В 1938 году после аншлюса (присоединения Австрии к Германии при Адольфе Гитлере) её братья Максимилиан и Эрнст были арестованы гестапо из-за антинацистских заявлений и депортированы в концентрационный лагерь Дахау. Их имущество в Австрии было конфисковано нацистскими властями. Они оба пережили своё заключение в Дахау.
Муж Софии умер в 1973 году, после чего она вела тихую жизнь в Австрии, навещаемая своими внуками. В 1981 году она впервые за шестьдесят лет посетила Конопиште. Во время этого визита она говорила о том, каким счастливым было её детство.
София дожила до 89 лет и умерла в октябре 1990 года в Танхаузене, Австрия. Она была похоронена рядом со своим мужем в семейном склепе своего зятя, барона Эрнста Гуденуса, в соседнем Вайцберге. Она на много лет пережила своих младших братьев.

## Кинематограф
Принцесса София, которую сыграла датская актриса Амалия Илле Альструп, появилась в телесериале «Хроники молодого Индианы Джонса» в эпизоде «Козни Купидона». Молодой Инди влюбляется в принцессу и целуется с ней впервые в жизни, однако ему запрещают больше с ней видеться. Несколько раз за сериал в кадре появляется её фотография в медальоне, которую она ему подарила.